# Élection du maire de la Tees Valley de 2017
Pour un article plus général, voir Élections locales britanniques de 2017.
L’élection du maire de la Tees Valley de 2017 a lieu le 4 mai 2017.

## Résultats
| Parti               | Candidat         | 1er tour | %    | 2e tour | %    | Total  | %    |
| ------------------- | ---------------- | -------- | ---- | ------- | ---- | ------ | ---- |
| Parti conservateur  | Ben Houchen      | 40 278   | 39,5 | 8 300   | 55,7 | 48 578 | 51,2 |
| Parti travailliste  | Sue Jeffrey      | 39 797   | 39,0 | 6 603   | 44,3 | 46 400 | 48,9 |
| Libéraux-démocrates | Chris Foote-Wood | 12 550   | 12,3 |         |      |        |      |
| UKIP                | John Tennant     | 9 475    | 9,3  |         |      |        |      |